# Roma, città aperta
Roma, città aperta is een Italiaanse film uit 1945, geregisseerd door Roberto Rossellini. Sergio Amidei en Federico Fellini werden voor hun scenario genomineerd voor een Oscar. Tot de prijzen die de film wel kreeg toegekend behoren de Grote Prijs van het Filmfestival van Cannes 1946 en National Board of Review Awards voor beste niet-Engelstalige film en beste actrice (Anna Magnani).
Roma, città aperta geldt als een van de belangrijkste films uit het Italiaanse neorealisme en is de eerste film in Rossellini's "Neorealisme-trilogie", opgevolgd door Paisà en Germania anno zero.

## Verhaal
Rome verkeert in 1944 in de nadagen van de Duitse bezetting. Een verzetsgroep wordt door de Gestapo in de gaten gehouden. Opeens pakt het de meeste leden daarvan op. Enkelen worden bevrijd, maar door verraad loopt het met de meeste mensen slecht af.
De film wordt onder meer herinnerd om de scène aan het eind, waarin Pina (Anna Magnani) achter een vrachtwagen aanrent waarin haar verloofde Francesco (Francesco Grandjacquet) wordt afgevoerd en waarbij zijzelf neergeschoten wordt.

## Rolverdeling
| Acteur                 | Personage                              |
| ---------------------- | -------------------------------------- |
| Aldo Fabrizi           | Don Pietro Pellegrini                  |
| Anna Magnani           | Pina                                   |
| Marcello Pagliero      | Giorgio Manfredi, alias Luigi Ferraris |
| Vito Annicchiarico     | Marcello, Pina's zoon                  |
| Nando Bruno            | Agostino, de koster                    |
| Harry Feist            | Majoor Bergmann                        |
| Giovanna Galletti      | Ingrid                                 |
| Francesco Grandjacquet | Francesco                              |
| Eduardo Passarelli     | Buurtagent                             |
| Maria Michi            | Marina Mari                            |
| Carla Rovere           | Lauretta, Pina's zus                   |
| Carlo Sindici          | Politiecommissaris                     |
| Joop van Hulzen        | Kapitein Hartmann                      |